# Enzo Sartori
Enzo Sartori (San Bonifacio, 14 marzo 1931 – 14 ottobre 2024) è stato un calciatore italiano, di ruolo portiere.

## Carriera
Dal 1950 al 1954 gioca in Serie B con il Vicenza, esordendo il 19 novembre 1950 in Reggiana-Vicenza (0-1) parando un rigore sul risultato ancora fermo sullo 0-0.
Rimane tesserato per i berici fino al 1957, quando si trasferisce al Marsala.
Gioca infine in Serie C ed in Serie B col Cosenza, con cui milita dal 1958 al 1963.

## Palmarès

### Club

#### Competizioni nazionali
- Serie C: 1

Cosenza: 1960-1961